# 연희로
연희로(Yeonhui-ro)는 서울특별시 마포구 동교동 동교동삼거리와 서울특별시 서대문구 홍은동 홍은사거리를 잇는 도로이다. 이 도로의 이름은 이 도로가 제일 길게 지나가는 행정 구역인 연희동에서 따온 것이다.

## 주요 경유지
서울특별시
- 마포구 (동교동, 연남동) / 서대문구 (창천동, 연희동, 홍은동)

## 노선
| 이름                                                  | 접속 노선                               | 소재지     | 소재지                      | 소재지                    | 비고 |
| ----------------------------------------------------- | --------------------------------------- | ---------- | --------------------------- | ------------------------- | ---- |
| 동교동삼거리                                          | 국도 제6호선 (양화로) (신촌로)          | 서울특별시 | 마포구                      | 동교동                    |      |
| 한국특허정보원빌딩 / 한국특허정보원 특허정보진흥센터  |                                         | 서울특별시 | 좌측: 마포구 우측: 서대문구 | 좌측: 동교동 우측: 창전동 |      |
| 기아 원대리점                                         |                                         | 서울특별시 | 좌측: 마포구 우측: 서대문구 | 좌측: 동교동 우측: 창전동 |      |
| 동방사회복지회                                        |                                         | 서울특별시 | 좌측: 마포구 우측: 서대문구 | 좌측: 동교동 우측: 창전동 |      |
| (이름 없음)                                           | 성미산로                                | 서울특별시 | 좌측: 마포구 우측: 서대문구 | 좌측: 연남동 우측: 연희동 |      |
| 연희 나들목                                           | 국도 제48호선 (성산로)                  | 서울특별시 | 서대문구                    | 연희동                    |      |
| (이름 없음)                                           | 연희로11길 연희로12길                   | 서울특별시 | 서대문구                    | 연희동                    |      |
| 연희삼거리                                            | 증가로                                  | 서울특별시 | 서대문구                    | 연희동                    |      |
| 서울연희초등학교                                      |                                         | 서울특별시 | 서대문구                    | 연희동                    |      |
| (이름 없음)                                           | 연희로20길                              | 서울특별시 | 서대문구                    | 연희동                    |      |
| (이릅 없움)                                           | 연희로22길                              | 서울특별시 | 서대문구                    | 연희동                    |      |
| (이름 없음)                                           | 연희로24길                              | 서울특별시 | 서대문구                    | 연희동                    |      |
| 한성화교중고등학교                                    |                                         | 서울특별시 | 서대문구                    | 연희동                    |      |
| (이름 없음)                                           | 연희로26길                              | 서울특별시 | 서대문구                    | 연희동                    |      |
| 서대문소방서                                          |                                         | 서울특별시 | 서대문구                    | 연희동                    |      |
| 연희동주민센터                                        |                                         | 서울특별시 | 서대문구                    | 연희동                    |      |
| 꽃피는학교 서울고등학교                               |                                         | 서울특별시 | 서대문구                    | 연희동                    |      |
| (이름 없음)                                           | 연희로31길 연희로32길                   | 서울특별시 | 서대문구                    | 연희동                    |      |
| 향군회관                                              |                                         | 서울특별시 | 서대문구                    | 연희동                    |      |
| 연희지하차도 교차로                                   | 가좌로                                  | 서울특별시 | 서대문구                    | 연희동                    |      |
| SK브로드밴드 서대문방송                               |                                         | 서울특별시 | 서대문구                    | 연희동                    |      |
| 연희교회                                              |                                         | 서울특별시 | 서대문구                    | 연희동                    |      |
| 서대문구보건소                                        |                                         | 서울특별시 | 서대문구                    | 연희동                    |      |
| 서대문구청(동신병원)                                  |                                         | 서울특별시 | 서대문구                    | 연희동                    |      |
| (이름 없음)                                           | 홍제천로 연희로32길                     | 서울특별시 | 서대문구                    | 연희동                    |      |
| 홍연교                                                |                                         | 서울특별시 | 서대문구                    | 홍은동                    |      |
| 서대문구청앞 교차로                                   | 모래내로                                | 서울특별시 | 서대문구                    | 홍은동                    |      |
| 여의도순복음교회 서대문성전                           |                                         | 서울특별시 | 서대문구                    | 홍은동                    |      |
| 서대문구보건소별관 우리들 / 서대문구 정신건강복지센터 |                                         | 서울특별시 | 서대문구                    | 홍은동                    |      |
| (이름 없음)                                           | 연희로39길                              | 서울특별시 | 서대문구                    | 홍은동                    |      |
| 스위스그랜드호텔                                      |                                         | 서울특별시 | 서대문구                    | 홍은동                    |      |
| (이름 없음)                                           | 연희로41길                              | 서울특별시 | 서대문구                    | 홍은동                    |      |
| 홍제 나들목                                           | 서울특별시도 제C3호선 (내부순환로)      | 서울특별시 | 서대문구                    | 홍은동                    |      |
| 홍은사거리                                            | 서울특별시도 제21호선 (통일로) 세검정로 | 서울특별시 | 서대문구                    | 홍은동                    |      |
| 세검정로와 직결                                       |                                         |            |                             |                           |      |

## 주요 건물 및 시설
- 한국특허정보원빌딩 / 한국특허정보원 특허정보진흥센터 (서울특별시 마포구 연희로 11)
- 기아 원대리점 (서울특별시 마포구 연희로 19)
- 동방사회복지회 (서울특별시 서대문구 연희로 26)
- 서울연희초등학교 (서울특별시 서대문구 연희로 136)
- 한성화교중고등학교 (서울특별시 서대문구 연희로 176)
- 서대문소방서 (서울특별시 서대문구 연희로 182)
- 연희동주민센터 (서울특별시 서대문구 연희로 189)
- 꽃피는학교 서울고등학교 (서울특별시 서대문구 연희로 189-16)
- 향군회관 (서울특별시 서대문구 연희로 213)
- SK브로드밴드 서대문방송 (서울특별시 서대문구 연희로 218)
- 연희교회 (서울특별시 서대문구 연희로 219)
- 서대문구보건소 (서울특별시 서대문구 연희로 242)
- 서대문구청 (서울특별시 서대문구 연희로 248)
- 여의도순복음교회 서대문성전 (서울특별시 서대문구 연희로 286)
- 서대문구보건소별관 우리들 / 서대문구 정신건강복지센터 (서울특별시 서대문구 연희로 290)
- 스위스그랜드호텔 (서울특별시 서대문구 연희로 353)